# Хоккей на траве на летних Олимпийских играх 1988
Соревнования по хоккею на траве на летних Олимпийских играх 1988 года проходили 18 сентября — 1 октября на стадионе «Соннам» в Сеуле.
В третий раз на Олимпийских играх был разыгран комплект медалей как среди мужских, так и среди женских команд. В мужском турнире участвовали 12 команд, на предварительном этапе разделённые на две группы, по две лучших из каждой продолжали борьбу за медали. Золото впервые с 1920 года выиграла сборная Великобритании. Женщины разыграли медали в круговом турнире. Победительницами впервые стали хоккеистки Австралии.

## Медалисты
|         | Золото | Серебро | Бронза |
| Мужчины | Великобритания Вратари · Иан Тейлор · Вериан Паппен · Полевые игроки · Дэвид Фолкнер · Пол Барбер · Сэм Мартин · Джон Поттер · Ричард Доддс · Мартин Гримли · Стив Бэтчелор · Ричард Леман · Джимми Кирквуд · Кулбир Бхаура · Шон Керли · Роберт Клифт · Имран Шервани · Рассел Гарсия | ФРГ Вратари · Кристиан Шлиман · Тобиас Франк · Полевые игроки · Ули Хенель · Карстен Фишер · Андреас Молландин · Эккхард Шмидт-Оппер · Дирк Бринкман · Хайнер Допп · Штефан Блёхер · Андреас Келлер · Томас Рек · Томас Бринкман · Ханс-Хеннинг Фастрих · Михаэль Хильгерс · Фолькер Фрид · Михаэль Мец | Нидерланды Вратари · Франк Лейстра · Роналд Янсен · Полевые игроки · Марк Беннинга · Сес Ян Дипевен · Мауриц Крюк · Рене Классен · Хендрик Ян Койман · Марк Делиссен · Жак Бринкман · Герт Ян Шлатман · Тим Стенс · Флорис Ян Бовеландер · Патрик Фабер · Хидде Крёйзе · Эрик Парлевлит · Тако ван ден Хонерт                      |
| Женщины | Австралия Вратари · Кэтлин Партридж · Мари Фиш · Полевые игроки · Элспет Клемент · Лиана Тут · Лоретта Дорман · Лоррейн Хиллас · Мишель Кейпс · Сандра Писани · Дебби Боумен · Ли Кейпс · Ким Смолл · Салли Карбон · Джекки Перейра · Трейси Белбин · Решелл Хоукс · Шерон Пэтмор ·    | Республика Корея Вратари · Ким Ми Сон · Чон Ын Кён · Полевые игроки · Хан Ок Кён · Чан Ын Чон · Хан Кым Силь · Чхой Чун Ок · Ким Сун Ток · Чон Сан Хён · Чин Вон Сим · Хван Кым Сук · Чо Ки Хян · Со Кван Ми · Пак Сун Ча · Ким Ён Сук · Со Хё Сон · Им Кё Сук ·                                        | Нидерланды Вратари · Дет де Бёс · Ивонна Бютер · Полевые игроки · Виллемин Арденбург · Лаурин Виллемсе · Марьолейн Болхёйс-Эйсвогел · Лисанна Лежён · Карина Беннинга · Аннемике Фокке · Ингрид Волф · Марике ван Дорн · Софи вон Вейлер · Алетта ван Манен · Нор Холсбур · Хелен ван дер Бен · Мартина Охр · Аннелус Ньивенхёйзен |

## Результаты

### Мужчины
| 1  | Великобритания   |
| 2  | ФРГ              |
| 3  | Нидерланды       |
| 4  | Австралия        |
| 5  | Пакистан         |
| 6  | Индия            |
| 7  | СССР             |
| 8  | Аргентина        |
| 9  | Испания          |
| 10 | Республика Корея |
| 11 | Канада           |
| 12 | Кения            |

### Женщины
| 1 | Австралия        |
| 2 | Республика Корея |
| 3 | Нидерланды       |
| 4 | Великобритания   |
| 5 | ФРГ              |
| 6 | Канада           |
| 7 | Аргентина        |
| 8 | США              |